# صالح الغازي
صالح الغازي (من مواليد مدينة المحلة الكبرى 1974) هو شاعر وكاتب مصري. صدر له عدة دواوين شعر منها: "شايف يعني مش خايف"، "نازل طالع زى عصاية كمنجة"، الروح الطيبة"، و"المتوحش اللي جوايا" وكتاب نقدى ومجموعتي قصص ومقالات. وهو عضو اتحاد كتاب مصر وأتيليه القاهرة. نوقشت دواوينه الشعرية في معرض القاهرة للكتاب وفى نوادى أدب ومكتبات منها المحلة والمنصورة وبني سويف والقاهرة والسويس. بالإضافة إلى ذلك، يكتب الغازي مقال الرأي لصحيفة القبس الكويتية منذ 2018. اُختير الغازي عضوًا في لجنة تحكيم جائزة عبد العزيز المنصور، المخصصة لقصص الأطفال حتى 6 سنوات، والتي تمت على هامش انطلاق الدورة الـ44 لمعرض الكويت الدولي للكتاب.
```
صالح الغازي  عضوا في مجلس أمناء جائزة الدكتور عبد العزيز المنصور  للناشر العربي 
[
8
]
```

## الآراء
نظمت رابطة الأدباء الكويتيين ندوة لمناقشة رواية الباص للروائي صالح الغازي
وحول الرواية، قال الغازي إن «الباص» خطوة لفهم الآخر، حيث إن باص الكويت له سمات مميزة ولم يتناوله أحد من قبل، وهو مختلف تماماً عن باصات الدول التي الأخرى، مبيناً أن الرواية تشمل حالتي الغربة والحنين.
وفي حواره مع إذاعة مونت كارلو الدولية، وصف الغازي الشعر العامي بأنه في مواجهة مع «الفكر الرجعي». عن ذلك قال: «وجه المحاور السؤال لي أن هناك تراجع للعامية المصرية في الفترة الأخيرة، وردي عليه أن التراجع يحدث في الشعر العربي عامة الفصيح والعامي على حد سواء في كل الدول العربية، أما العامية بالتحديد فهي لغة الحديث اليومي ولا يمكن تجاهلها لكن يفتعل البعض مواجهة معها ويزعموا أنها تؤثر على الفصحى، والبعض يفصلوها عن الشعر الفصيح ويضعوها ضمن الشعر الشعبي مثلا وهذا خطأ لأن تقييدها ليس في مصلحة الإبداع، والتمييز غريب ولا أفهمه، فالعامية قصيدة من نبض الحياة ويجب تمثيلها في المهرجانات والمؤتمرات وأي تواجد تماما كالفصحى».
وقدم عبر مقاله في مجلة ناشر التابعة لهيئة الشارقة للكتاب وهي أول موقع مهني للناشرين العرب ، مبادرات لإنقاذ الكتاب الصوتي

## المؤلفات
من مؤلفاته:
- الروح الطيبة، دار إيزيس للإبداع والثقافة،[4] (2008)[12]
- نازل طالع زي عصاية كمنجة (1996)[13]
- تلبس الجينز، دار الكفاح للنشر والتوزيع (2008)[14]
- سلموا عليا وكإني بعيد، دار العين (2011)[15]
- الرقة «البنات فقط»، دار ميريت للنشر (2012)[16]
- محنة التوق رؤية نقدية في 12 مجموعة قصصية سعودية، مكتبة نون الإلكترونية (2013)[17]

- شايف يعني مش خايف،[4] الهيئة المصرية العامة للكتاب.[18]
- عصافير الظل (مجموعة مسرحيات من فصل واحد)[4]
- سماء أخرى (مجموعة مسرحيات من فصل واحد)[19]

- رواية[20] الباص[9] - صدرت عن دار ذات السلاسل في الكويت [21]
- قالوا عن الحب [22]- صدر في 2023 - دار ذات السلاسل -الكويت
- قالوا عن الهجر[23]- صدر في 2023 - دار ذات السلاسل -الكويت
- قالوا عن الفراق[24]- صدر في 2023 - دار ذات السلاسل -الكويت

### دراسات عن مؤلفاته
صدرت عن أعماله دراسات منشورة منها: «تلفيظ الذات دراسة- ديوان المتوحش اللي جوايا» للدكتور محمود العشيري، «ديوان شايف يعني مش خايف» للأديبة فوزية شويش السالم، «مصوراتي لا يكف عن الكلام- ديوان شايف يعني مش خايف» للناقد فريد أبو سعدة، «كائن ضاج - ديوان سلموا عليا وكأني بعيد» للناقد فريد أبو سعدة.
وقراءة هدى الشوا عن رواية الباص بعنوان رواية «الباص».. بين التغريب والتغييب
وقراءة د.حمد الجدعي في رواية الباص بعنوان باص المواصلات مشاوير وبعد انساني

## وصلات خارجية
- مقالاته في جريدة القبس